# Turruxe
Turruxe, Turrux ou Turrush é um topónimo de um lugar do al-Andalus (Hispânia islâmica) cuja localização é incerta. O local está ligado a diversos acontecimentos históricos relevantes e foi a terra natal de Almançor, o homem mais poderoso do da Península Ibérica na segunda metade do século X, que foi o governante de facto do Califado de Córdova.

## Localização
A Turruxe onde nasceu Almançor foi uma alcaria pertencente à Cora de al-Yazirat, situada junto à foz do rio Guadiaro [es] (atualmente na área de Sotogrande [es] do município de San Roque da província de Cádis). No entanto, o facto de na Andaluzia haver muitos topónimos derivados do árabe Turrux, sobretudo nas províncias de Málaga e de Granada, fez com que várias localidades tenham sido erradamente assinaladas como sendo o local de nascimento de Almançor.
Entre as outras alternativas, para a localização estão ter sido um arrabalde de Algeciras e a atual Torrox, na província de Málaga, cerca de 50 km a leste da capital provincial e quase 200 km a nordeste de Algeciras. No entanto, o único local que atualmente tem esse nome é o Castelo de Turrush, que já existia antes da época muçulmana e se situa em Fuentes de Cesna [es], no município de Algarinejo, província de Granada, cerca de 80 km a oeste da capital provincial e 220 km a nordeste de Algeciras.

## Acontecimentos históricos ligados a Turruxe
- 755 — O príncipe omíada Abderramão ibne Moáuia ibne Hixame, fugido de Damasco devido à Revolta Abássida, instala-se em Turruxe a preparar a tomada de Córdova com a ajuda de moçárabes. A cidade é conquistada pouco depois e Abderramão funda o Emirado de Córdova, tornando-se o primeiro emir independente do al-Andalus, que deixou de estar dependente do califado.[9]
- Décadas de 880 e 890 — Com o apoio dos moçárabes locais, Turruxe integra o estado independente criado pelo líder rebelde de origem hispano-goda Omar ibne Hafeçune.
- Maio de 914 — Após vários anos de combates contra ibne Hafeçune, Abderramão III, o poderoso fundador do Califado de Córdova, cerca a povoação durante cinco dias para acabar definitivamente com o domínio local dos rebeldes. Após vencer a batalha, o califa ordena a destruição do castelo.[carece de fontes?] Segundo outros autores a destruição, parcial, do castelo teria ocorrido anos mais tarde, em 921.[9]
- 938 ou 939 — Almançor nasce em Turruxe, onde passou a infância.
- 1439 — Neste ano, segundo Hernán Pérez del Pulgar, um militar que se destacou na Guerra de Granada, Cesna (onde se situa o Castelo de Turrush) já estava em poder dos castelhanos, mas segundo algumas fontes foram reconquistadas posteriormente pelos nacéridas.[carece de fontes?]
- 21 de abril de 1483 — As tropas de Isabel, a Católica derrotam um exército muçulmano em duros combates travados em terras de Lucena, Iznájar e Cesna, durante os quais é preso Boabdil, o último monarca muçulmano ibérico, segundo alguns autores, no Castelo de Turrush.[9]